# Torpedobaad af 2. kl. Nr. 6-7
Torpedobaadene af anden klasse Nr. 6 og Nr. 7 var små danske torpedobåde, der var bygget til at blive medtaget på et større skib - i dette tilfælde panserskibet Helgoland. De blev bygget i England (Thornycroft), men konceptet med at bruge små torpedobåde som et ekstra våben slog ikke an, og de kom aldrig med ombord på Helgoland. I stedet blev de anvendt som almindelige torpedo- og patruljebåde.

## Baggrund og design
I 1872 havde en Torpedo Committee nedsat af Royal Navy foreslået fire anvendelsesmuligheder for selvbevægelige torpedoer. En af dem var installering i små både, der kunne tages med i større skibe og bruges som angrebsvåben derfra. Den britiske flåde begyndte produktionen af denne type både i 1878 og brugte numrene fra 51 og opefter, og man betegnede dem som torpedobåde af anden klasse. Andre lande fulgte op på ideen, og den danske Marine bestilte to både hos Thornycroft i 1881. I forhold til de første britiske både var de danske af en forbedret model, hvor de to torpedoer i stævnen blev affyret med trykluft i stedet for den mere besværlige damp. Det første par var Nr.4 og 5 fra 1882 og i 1884 fulgte Nr. 6 og 7. I forhold til forgængerne havde de fået det lukkede styrehus rykket frem til forskibet.
| Navn                           | Søsat | Indgået         | Skæbne                 |
| ------------------------------ | ----- | --------------- | ---------------------- |
| Torpedobaad af 2. klasse Nr. 6 | 1884  | 3. oktober 1884 | Udgået 1916, ophugget. |
| Torpedobaad af 2. klasse Nr. 7 | 1884  | 3. oktober 1884 | Udgået 1916, ophugget. |

## Tjeneste
- 1884: I oktober var Nr. 6 på øvelser med Delfinen og Hvalrossen.
- 1885: I juni-juli var Nr. 6 på øvelser ved Søminestationen i Bramsnæsvig.
- 1889: I august-september deltog begge i årets øvelseseskadre.
- 1892: I april-maj var Nr. 6 skoleskib ved Søminekorpset. I august-september (hhv. august) indgik begge i årets øvelseseskadre.
- 1895: I april-maj var Nr. 7 skoleskib ved Søminekorpset. I august-september indgik begge i årets øvelseseskadre.
- 1898: I august-september indgik Nr. 7 i årets øvelseseskadre.[5]
- 1912: Omklassificeret til Patrouillebaad Nr. 2 og 3.
- 1916: Reservepatruljebaad Pc og Pd. Udgået senere samme år.[6]